# HD94873
HD94873 — хімічно пекулярна зоря спектрального класу B8, що має видиму зоряну величину в смузі V приблизно  8,3.
Вона  розташована на відстані близько 1918,6 світлових років від Сонця.

## Пекулярний хімічний склад
Зоряна атмосфера HD94873 має підвищений вміст 
Si
.